# Віткув (Валбжиський повіт)
Віткув (пол. Witków, нім. Wittgendorf) — село в Польщі, у гміні Чарний Бур Валбжиського повіту Нижньосілезького воєводства.
Населення — 1016 осіб (2011).
У 1975-1998 роках село належало до Валбжиського воєводства.

## Демографія
Демографічна структура станом на 31 березня 2011 року:
|          | Загалом | Допрацездатний вік | Працездатний вік | Постпрацездатний вік |
| -------- | ------- | ------------------ | ---------------- | -------------------- |
| Чоловіки | 516     | 114                | 357              | 45                   |
| Жінки    | 500     | 102                | 295              | 103                  |
| Разом    | 1016    | 216                | 652              | 148                  |